# Мартинес, Хосе
Хосе́ Марти́нес (фр.  вариант — Жозе́ Мартине́з, исп. José Carlos Martínez; род. 29 апреля 1969 года в Картахене, Испания) — артист балета, солист Парижской национальной оперы в 1988—2011 годах, с 2022 года директор балетной труппы Парижской оперы, 2010—2022 руководитель Национального театра танца Испании. 

## Биография
Начал заниматься балетом в Испании вслед со своей сестрой. В возрасте 14 лет, поступив в Школу танца Розеллы Хайтауэр в Каннах, переехал учиться во Францию. В 1987 году стал финалистом международного конкурса юных танцовщиков «Приз Лозанны», получив годовую стипендию на обучение в балетной школе Парижской оперы. В следующем году, после окончания обучения, был принят в труппу театра. В 1989 году был повышен в ранг корифея, в следующем, 1990 году, получил статус танцовщика-сюжета (sujet). В 1992 году участвовал в Международном конкурсе артистов балета в Варне (Болгария), где завоевал золотую медаль, после чего стал первым танцовщиком труппы. 31 мая 1997 года, после исполнения партии Джеймса в спектакле Пьера Лакотта «Сильфида», был объявлен этуалью Парижской оперы. В 2003 году был номинирован на приз «Бенуа танца» за исполнение партии Золотого раба в балете «Шехеразада».
Дебютировал как хореограф, поставив спектакль «Скарамуш» для учащихся балетной школы Парижской оперы. В 2008 году по заказу Парижской оперы поставил балет «Дети райка» по мотивам киносценария Жака Превера (музыка композитора Марка-Оливье Дюпена была написана специально для этой постановки). В 2009 году эта работа хореографа была отмечена призом «Бенуа танца».
В 2010 году возглавил труппу Национального театра танца Испании, сменив на этом посту Начо Дуато.
В августе 2011 года в Парижской опере состоялся прощальный спектакль танцовщика — балет «Дети райка», в котором он исполнил роль Батиста (Гаранс — Аньес Летестю). Впоследствии выступал в спектаклях «Онегин» Джона Кранко и «Квартира» Матса Эка в качестве приглашённого танцовщика. 
В 2012 году был членом жюри балетного конкурса «Приз Лозанны».

## Репертуар
Выдвинулся на первое положение в труппе после исполнения партии Мельника в балете Леонида Мясина «Треуголка». Танцевал в балетах Рудольфа Нуриева, Ролана Пети, Уильяма Форсайта, Джерома Роббинса, Джорджа Баланчина, Иржи Килиана, Мориса Бежара, Джона Ноймайера и других хореографов. Ещё в начале карьеры у танцовщика сложился дуэт с балериной Аньес Летестю, многие спектакли они исполняли вместе.
- 1993 — Мельник, «Треуголка» Леонида Мясина
- 1994 — принц Зигфрид, «Лебединое озеро» Владимира Бурмейстера
- 2000 — «Квартира» Матса Эка
- Солор, «Баядерка» Рудольфа Нуриева
- Джеймс, «Сильфида» Пьера Лакотта
- Люсьен д’Эрвильи, «Пахита» Пьера Лакотта
- Золотой раб, «Шехеразада» Михаила Фокина
- Кинозвезда, «Золушка» Рудольфа Нуриева
- Эндимион, «Сильвия» Джона Ноймайера
- Альберт, «Жизель» Матса Эка
- дон Хозе, «Кармен» Ролана Пети
- дон Хозе, «Кармен» Матса Эка
- Евгений Онегин, «Онегин» Джона Кранко
- Носферату, «Носферату» Жан-Клода Галотта
- «Сюита в белом» Сержа Лифаря
- Батист, «Дети райка» в собственной постановке

Как приглашенный солист выступал в спектаклях Кубинского национального балета, Берлинской государственной оперы, Токио-балета, Голландского национального балета, Оперы Ниццы, Хорватского национального балета, миланского театра Ла Скала, флорентийского театра «Коммунале», также многократно участвовал в различных гала-концертах артистов балета по всему миру.

## Постановки
- «Скарамуш», Балетная школа Парижской оперы.
- 2008 — «Дети райка», балет по мотивам киносценария Жака Превера, композитор Марк-Оливье Дюпен, Парижская опера.

## Награды
- 1987 — стипендия балетного конкурса «Приз Лозанны»
- 1991 — приз A.R.O.P.[фр.]
- 1992 — золотая медаль Международного конкурса артистов балета в Варне
- 1992 — Приз круга Карпо[фр.]
- 1998 — приз «Позитано-танцевальная премия Леонида Мясина»
- 1998 — приз итальянских критиков Danza&Danza как лучшему дуэту сезона (совместно с Аньес Летестю)
- 1999 — Национальная премия за достижения в области танца от Министерства культуры Испании
- 2003 — номинация на приз «Бенуа танца» (за исполнение партии Золотого раба в балете «Шехеразада»)
- 2005 — Театральный приз Испании (Prix des Arts scéniques d’Espagne)
- 2009 — приз «Бенуа танца» (за постановку балета «Дети райка»)
- командор французского ордена Искусств и литературы (Франция)

## Видеография
- 2006 — José Martinez, un hidalgo au Palais Garnier[7], фильм из документального цикла режиссёра Ж.-М. Давида, совместное производство Mezzo-France2

Записи спектаклей Парижской Оперы
- 2004 — Люсьен д’Эрвильи, «Пахита» (Пахита — Аньес Летестю)
- 2005 — принц Зигфрид, «Лебединое озеро» (Одетта и Одиллия — Аньес Летестю)
- 2006 — Эндимион, «Сильвия» Джона Ноймайера